# 弗萊克里克 (紐約州)
弗萊克里克（英語：Fly Creek）是位於美國紐約州奧齊戈縣的普查規定居民點。

## 人口
根據2020年美國人口普查的數據，弗萊克里克的面積為4.39平方千米，當中陸地面積為4.26平方千米，而水域面積為0.13平方千米。當地共有人口270人，而人口密度為每平方千米61.5人。